# Décès en décembre 1946
Décès
- 1942
- 1943
- 1944
- 1945
- 1946
- 1947
- 1948
- 1949
- 1950

Pour une information complémentaire, voir la page d'aide.

| Date        | Nom               | Pays              | Activités             | Âge | Source |
| ----------- | ----------------- | ----------------- | --------------------- | --- | ------ |
| 17 décembre | Grigori Néouïmine | Drapeau de l'URSS | Astronome soviétique. | 60  |        |